# Giovanni Bonavita
Giovanni Bonavita (Bergamo, 21 settembre 1971) è un allenatore di calcio ed ex calciatore italiano, di ruolo attaccante.

## Carriera
Calciatore
Cresciuto calcisticamente nel Settore Giovanile dell'Atalanta, dai Pulcini alla Primavera, ha esordito esordito a 19 anni in Prima Squadra nella massima serie nella gara contro il Milan di Van Basten, vinta dai rossoneri con il risultato di 3-0.
Nella stagione successiva realizzò la sua prima ed unica rete nel campionato di Serie A nella partita Bari - Atalanta (4-1) del 27 gennaio 1991; in quella stagione collezionò 5 presenze di cui tre da titolare: nella gara contro la Cremonese e nelle due sfide valevoli per gli Ottavi di Finale di Coppa UEFA tra i bergamaschi e l’Inter.
Partecipa da protagonista ai Mondiali in Olanda con la nazionale militare allenata da “Picchio” De Sisti, insieme a lui i compagni di reparto Casiraghi e Ravanelli. Verrà vinta la finale contro la Germania, sconfitta ai rigori dopo il pareggio nei tempi regolamentari.
Partecipa, inoltre, all’avventura in Grecia con l’Under 21 di Cesare Maldini nei Giochi del Mediterraneo dove, però, la nazionale italiana esce subito al primo turno della fase a gironi con Egitto e Turchia.
Dopo una stagione in serie B a Venezia continua il suo percorso in serie C vincendo due campionati con Spal e Albinoleffe.
Conclude la carriera a 32 anni, a causa di un infortunio alla caviglia, dopo aver vinto in serie D due campionati con Aglianese e Palazzolo.
Dirigente sportivo
Ha iniziato il percorso come allenatore dapprima in Società del settore dilettantistico, poi nel settore professionistico con il Pergocrema.
Nella stagione sportiva 2008/09 entra a far parte dello staff tecnico del settore giovanile dell’Albinoleffe. Si specializza come Maestro della Tecnica, figura tecnica innovativa, poi come Responsabile del Settore Giovanile, titolo che acquisisce dopo aver svolto e conseguito il patentino di Allenatore di Seconda Categoria - UEFA A.
Nel 2011 viene insignito del titolo di “miglior Responsabile di Settore Giovanile anno 2010” da parte dell’Aldini Bariviera e nella stagione 2012/13 la categoria Allievi dell’Albinoleffe vince il titolo di Campione d’Italia.
Dalla stagione 2014/15 è in forza all’U.S. Cremonese, sempre come Responsabile di Settore Giovanile.

## Palmarès

### Club e Nazionale

#### Competizioni nazionali
- Serie C1: 2

SPAL: 1991-1992
AlbinoLeffe: 1998-1999
- Serie D: 2

Aglianese: 2000-2001
Palazzolo: 2002-2003
Competizioni internazionali
- Campionato mondiale militare di calcio[[ ]]: 1

ITALIA: 1990-1991